# USS Santa Barbara (LCS-32)
«Санта-Барбара» (англ. USS Santa Barbara (LCS-32)) — бойовий корабель прибережної зони типу «Індепенденс».
Це третій корабель у складі ВМС США з такою назвою, яку отримав на честь міста Санта-Барбара (Каліфорнія).

## Історія створення
Корабель був замовлений 18 вересня 2018 року, закладений 27 жовтня 2020 року на верфі фірми «Austal USA» у місті Мобіл}.
Закладений 27 жовтня 2020 року, Церемонія спуску судна на воду|спущений на воду 13 листопада 2021 року.